# ビザンチン (クルアーン)
『ビザンチン』とは、イスラム教の聖典・クルアーンにおける第30番目の章（スーラ）。60の節（アーヤ）から成る。
章の冒頭に神秘文字（Muqatta'at）が置かれているもの（計29スーラ）のうちの一つ。
「ルーム章」とも呼ばれる（ルームはビザンツ帝国のことを指すという）。